# Electro Brain
Electro Brain foi uma empresa dos Estados Unidos responsável por lançar jogos de video game. 
Trouxe alguns títulos como o Star Soldier: Vanishing Earth para Nintendo 64, como também Go! Go! Tank e Super Cars para Nintendo Entertainment System, Vortex e Jim Power: Lost Dimension in 3D para Super Nintendo Entertainment System, e Brain Battler, Brain Bender, Daffy Duck: Fowl Play, Go! Go! Tank e Kingdom Crusade para Game Boy e Game Boy Color. 
Em 1997 a empresa abriu um pedido de falência e fechou as operações.